# USS Kentucky (BB-66)
Pour les autres navires du même nom, voir USS Kentucky.
L'USS Kentucky (BB-66) était un navire de guerre inachevé, initialement prévu pour être le sixième et dernier membre de la classe de navires Iowa construite pour l'United States Navy. Il est le dernier cuirassé de classe Iowa construit. À l'époque de sa construction, il était le second navire de la marine américaine à avoir été baptisé en l'honneur de l'état du Kentucky. La coque BB-66 devait être initialement le second navire de la classe Montana. Toutefois, les expériences de la Navy au cours de la Seconde Guerre mondiale la menèrent à conclure que, pour escorter les porte-avions de classe Essex, elle aurait besoin de plus de navires rapides que ceux qu'elle avait déjà prévu d'avoir. En conséquence, le Kentucky fut réorienté vers un navire de classe Iowa au milieu de la guerre.
Comme son sister-ship USS Illinois, le Kentucky était toujours en construction à la fin de la guerre et fut pris dans les coupes drastiques qui affectèrent les armées après la fin des hostilités. Sa construction fut arrêtée deux fois, périodes pendant lesquelles il servit de banque de pièces détachées de toutes sortes. En 1950, il y eut plusieurs propositions de terminer le navire en le convertissant en navire lance-missiles. Ces propositions furent abandonnées, en raison des coûts importants qu'elles impliquaient, et le navire fut finalement vendu pour la ferraille en 1958.

## Contexte
Le Kentucky était l'un des concepts de « navires rapides » prévus en 1938 par la Preliminary Design Branch au Bureau of Construction and Repair. Il devait être le sixième et dernier navire de la classe Iowa. Comme pour ses semblables de la classe Iowa, sa construction fut initiée en réponse au besoin de navires d'escorte rapides pour assister les porte-avions de la classe Essex. Il fut conçu en 1935, quand l'US Navy initia des études pour la création d'une classe South Dakota agrandie qui n'était pas soumise aux restrictions du second Traité naval de Londres. Les quatre derniers navires de la classe Iowa (Missouri, Wisconsin, Illinois et Kentucky) ne furent pas autorisés à la construction avant le 12 juillet 1940, et à cette période les Illinois et Kentucky allaient s'agrandir et devenir de plus lents navires, dotés de douze canons Mark 7 de 16 pouces,.

## Construction
La batterie principale du Kentucky aurait été constituée de 9 canons de 406 mm/50 calibres Mark 7, capables de tirer des obus perce-blindage de 1 200 kg jusqu'à une distance de 20 miles (32 km). Sa batterie secondaire aurait consisté en 20 canons de 5 pouces/38 calibres, disposés dans 10 tourelles et qui pouvaient tirer jusqu'à une distance de 10 miles (16 km). Avec l'arrivée de la puissance aérienne, et le besoin de gagner et maintenir la supériorité aérienne, vint le besoin de protéger la flotte grandissante de porte-avions alliés. À ces fins, le Kentucky devait être équipé avec un écran de 80 canons antiaériens de 40 mm/56 calibres et 49 canons antiaériens de 20 mm/70 calibres, permettant de défendre efficacement les porte-avions alliés des attaques ennemies.

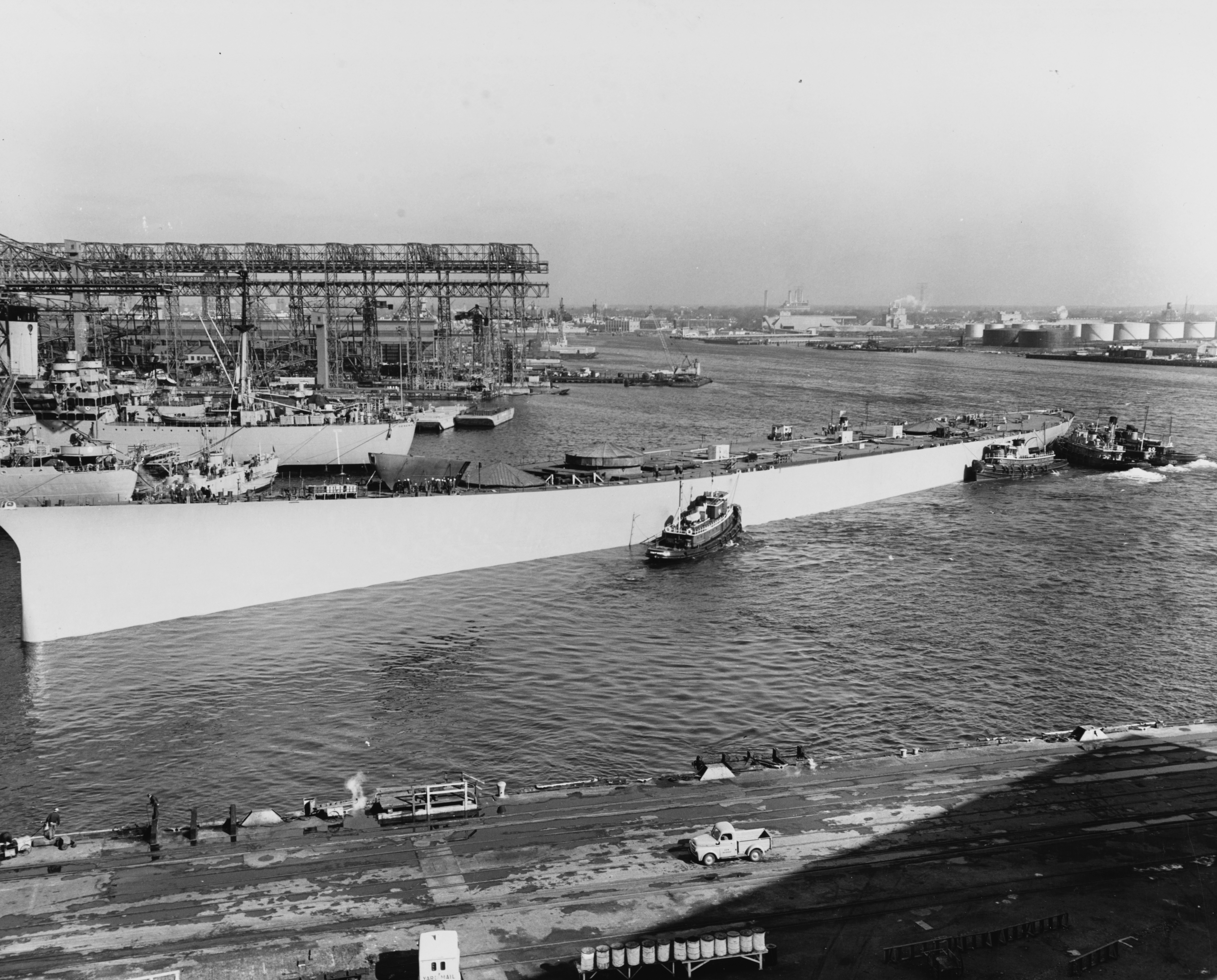
La coque incomplète du Kentucky est sortie de son alvéole pour permettre à l' d'entrer en cale sèche pour réparations.

Comme la défense contre les torpilles de la classe Iowa était virtuellement la même que celle de la précédente classe de navires South Dakota, il fut proposé que la coque du Kentucky soit redessinée pour fournir un degré de protection accru contre les torpilles au nouveau navire. Sous les schémas originaux de construction de la classe, chaque côté du navire était protégé sous la ligne de flottaison par deux réservoirs montés à l'extérieur du blindage de ceinture, qui étaient séparés du reste du navire par une épaisse cloison. Ces réservoirs devaient théoriquement être vides mais, en pratique, ils auraient été remplis avec de l'eau ou du mazout. Le blindage de ceinture descendait sous la ligne de flottaison jusqu'à une profondeur de 100 mm. Derrière cette portion était placé un espace vide puis une autre cloison. La coque externe était calculée pour faire détoner une torpille, les deux caissons externes encaissant le choc et dissipant l'énergie de l'explosion, tandis que les débris et les éclats auraient été stoppés par l'espace vide et la deuxième cloison qui se trouvaient derrière la ceinture blindée. En 1939, la Navy découvrit que ce système était considérablement moins efficace que les systèmes de défense anti-torpilles précédents,, et ajusta en conséquence le dessin du Kentucky afin de lui apporter une résistance 20 % supérieure, lui permettant également de réduire les risques de naufrage et de voies d'eau en cas d'impact de torpille. Malgré ces souhaits exprimés par la Navy, il n'est malheureusement pas possible de déterminer si l'idée fut réellement adoptée ou non.
La construction du Kentucky fut en proie à des suspensions. Sa quille fut posée le 7 mars 1942 au Norfolk Navy Yard, à Portsmouth en Virginie. Cependant, les travaux sur le navire furent suspendus une première fois au mois de juin de la même année, et la partie basse de la structure du Kentucky fut déplacée le 10 juin, afin de libérer de la place dans l'alvéole pour y construire des Landing Ship Tanks,,. Pendant que sa construction était suspendue, et à la suite des résultats des batailles de la mer de Corail et de Midway, le bureau des navires (Bureau of Ships) considéra un temps la proposition de conversion en porte-avions des Kentucky et Illinois. Selon la proposition faite, le Kentucky converti aurait été doté d'un pont d'envol de 263 m de long pour 33 m de large, avec un armement identique à celui des porte-avions de la classe Essex : 4 affûts doubles de canons de 5 pouces et 4 autres canons de 5 pouces en affûts simples, auxquels s'ajoutaient 6 affûts quadruples de canons de 40 mm. L'idée fut abandonnée, après que le bureau des navires décidât que les navires convertis transporteraient moins d'avions que les Essex, que ces derniers prendraient sûrement moins de temps à fabriquer que le temps nécessaire à cette conversion, tout en étant moins cher. Les Kentucky et Illinois furent donc finalement prévus comme des navires de bataille, mais leur construction fut reléguée au rang des très faibles priorités. Les travaux sur le Kentucky reprirent le 6 décembre 1944, quand la structure de la quille fut renvoyée dans la cale. La cadence de travail était faible, et l'achèvement de la construction du navire fut estimée pour le troisième trimestre 1946. En décembre 1945, il fut recommandé que le Kentucky soit construit en tant que navire antiaérien, et sa construction fut stoppée une seconde fois en août 1946, alors que cette proposition était en cours de réflexion. La construction reprit à nouveau le 17 août 1948, bien qu'à ce moment-là, aucune décision ne fût encore arrêtée concernant sa forme finale. Les travaux continuèrent jusqu'au 20 janvier 1950, date à laquelle il fut décidé se stopper la construction du navire. Après cette décision, le navire fut déplacé à flot à l'extérieur de sa cale sèche pour faire de la place à son sister-ship l'USS Missouri, qui s'était échoué en cours de route en venant de Hampton Roads et qui nécessitait des réparations,.

## Navire lance-missiles
Les discussions sur la conversion en lance-missiles du Kentucky et du grand croiseur USS Hawaii (CB-3) commencèrent dès 1946. Au début des années 1950, les avancées effectuées dans la technologie des missiles guidés conduisirent à une proposition de créer un grand navire, armé de canons et de missiles. Dans cette optique, le Kentucky inachevé fut choisi pour la conversion d'un navire « tout canons » en « navire à missiles guidés » (guided missile battleship). Cette proposition aurait été très conservatrice, et aurait impliqué l'installation d'une paire de lanceurs doubles pour le missile surface-air RIM-2 Terrier, sur la plage arrière, ainsi qu'une paire d'antennes pour le radar Doppler d'interception AN/APG-55 associé, installées devant le poste de tir. Un mât de petites dimensions aurait également été installé pour soutenir le radar de recherche aérienne AN/SPS-2B.
Comme le navire était déjà achevé à approximativement 73 % (la construction avait été arrêtée au niveau du pont principal), l'installation des missiles et de l'électronique associée n'auraient impliqué que l'installation du nécessaire, sans nécessité de devoir opérer de lourdes modifications à la structure déjà existante. Certains concepts proposaient l'installation de deux lanceurs pour huit missiles de croisière nucléaires Regulus II ou Triton. Le projet de construction d'un navire de bataille lance-missiles fut autorisé en 1954, et la numérotation du Kentucky passa de BB-66 à BBG-1, la fin de la conversion devant être achevée en 1956. Cependant, le projet fut rapidement annulé, avec le transfert des idées de conversion vers une plateforme plus petite, ce qui donna naissance aux croiseurs lance-missiles de la classe Boston.
Un autre projet de conversion, proposé au début 1956, faisait appel à l'installation de deux lanceurs de missiles balistiques UGM-27 Polaris, avec une capacité de 16 munitions en réserve. Il aurait été également équipé de 4 lanceurs de missiles antiaériens RIM-8 Talos, dotés de 80 missiles par lanceur, et de 12 lanceurs RIM-24 Tartar, avec 504 missiles. Une estimation de juillet 1956 jugeait le projet faisable pour juillet 1961, mais le coût de la conversion força finalement la Navy à abandonner l'idée.

## Destin

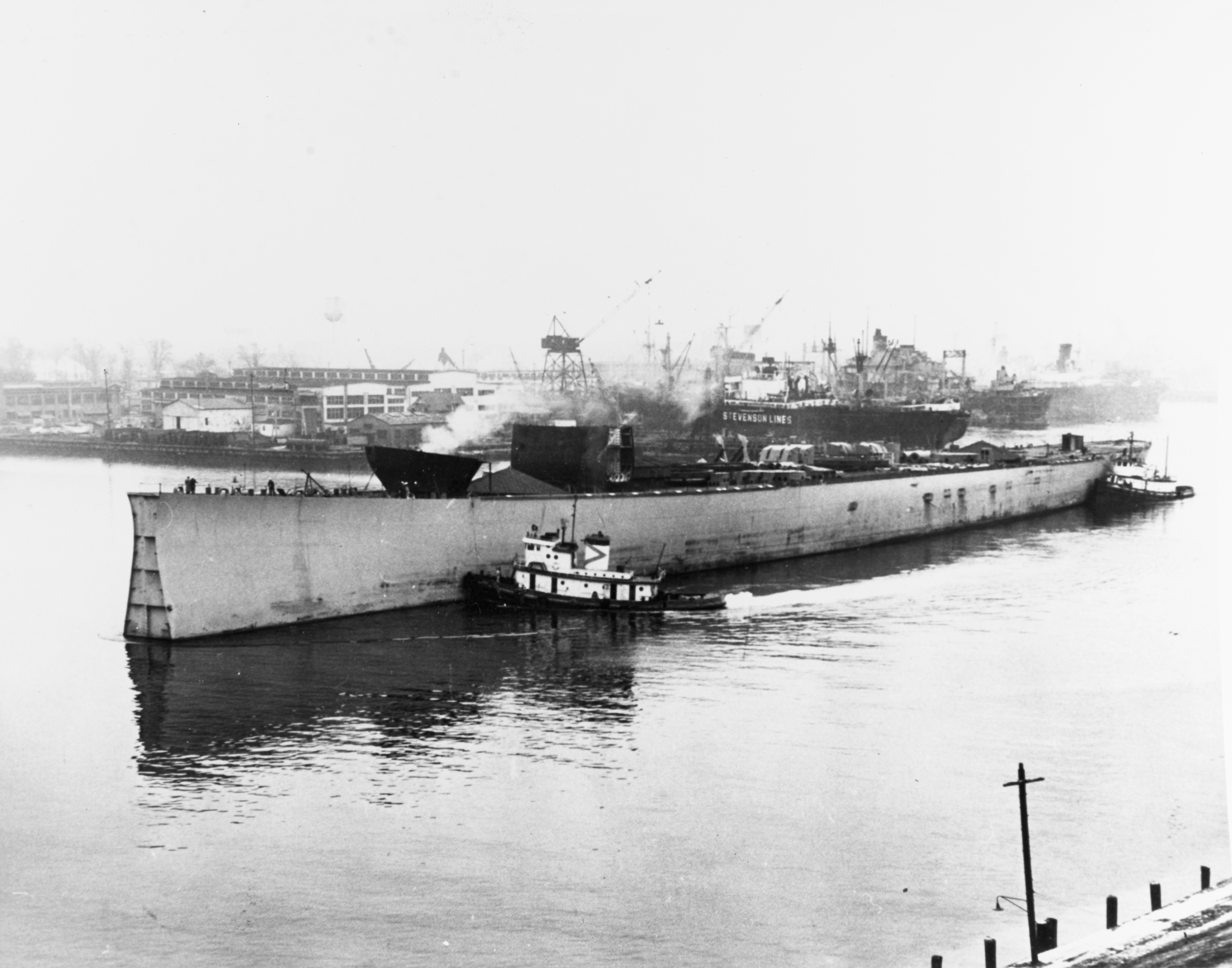
Le Kentucky acheminé pour la mise à la ferraille.

Le Kentucky ne fut jamais terminé, servant plutôt d'épave source de pièces détachées au sein de la flotte de réserve de la Navy au Philadelphia Naval Shipyard, d'environ 1950 à 1958. L'ouragan Hazel toucha la zone le 15 octobre 1954. La tempête fit se libérer le Kentucky de ses amarres et il s'échoua dans la Delaware river. En 1956, la proue du Kentucky fut retirée et utilisée pour la réparation de l'USS Wisconsin, qui avait été endommagé dans une collision avec le destroyer USS Eaton (DDE-510) le 6 mai 1956. Le député William Huston Natcher tenta de bloquer la vente du navire en s'opposant au projet de loi en août 1957. Néanmoins, le Kentucky fut éjecté du Naval Vessel Register le 9 juin 1958 et sa coque incomplète fut vendue pour démantèlement à la Boston Metals Company de Baltimore, le 31 octobre,. La Boston Metals Company versa une somme de 1 176 666 $ pour le navire, qu'elle remorqua vers son chantier naval en février 1959.
Quand les deux premiers navires de soutien rapides de la classe Sacramento, l'USS Sacramento (AOE-1) et l'USS Camden (AOE-2), furent prévus en 1961 et 1964, les constructeurs utilisèrent quatre installations de turbines du Kentucky pour propulser les nouveaux navires. Ce choix se montra plus tard avoir été une bonne décision : quand la Navy passa des bouilleurs à 41,3 bar à ceux de 82,6 bar, les marins qui avaient servi à bord des Sacramento et Camden furent transférés pour faire fonctionner les vieux bouilleurs de l'USS New Jersey pendant sa campagne de combat pendant la guerre du Viêt Nam. Ils furent également employés sur les quatre autres navires de la classe Iowa quand ils furent rappelés et modernisés dans les années 1980, dans le cadre du plan de « marine de 600 navires ». Une paire de portes en acajou fut donnée à l'État du Kentucky pendant que le navire était toujours en construction. Elles furent utilisées dans un club d'officiers à New York avant de finalement retourner, début janvier 1964, à la Kentucky Historical Society, un organisme privé conservant les traces d'histoire de l'État du Kentucky.